# Carlos Tévez
Carlos Alberto Tévez (født Carlos Alberto Martínez den 5. februar 1984 i Ciudadela, Buenos Aires, Argentina) er en argentinsk fodboldspiller, der i øjeblikket spiller for Boca Juniors i sit hjemlands Primera División. Han blev beskrevet af Diego Maradona som "Den argentinske profet i det 21. århundrede."
Tévez startede sin fodboldkarriere med at spille for forskellige hold i Sydamerika som Boca Juniors og Corinthians. I 2006 fik han sin Premier League-debut sammen med West Ham United. Hvor han kun var i et år, inden han skiftede til Manchester United, hvor han blandt har fået sin UEFA Champions League-debut, og han var også været med til at vinde trofæet i maj 2008, da Manchester United besejrede Chelsea 6-5 efter straffesparkkonkurrence, hvor Tévez blandt andet scorede et af målene.
Han fik sin debut for Argentinas seniorlandshold i en VM kvalifikations-kamp mod Ecuador i 2006.

## Baggrund
Carlos Alberto Martínez voksede op i det ydmyge nabokvarter til Ejército de Los Andes bedre kendt som "Fuerte Apache." Det var derfra han fik øgenavnet "El Apache." Hans forældre ændrede hans efternavn til hans mors under en konflikt mellem hans juniorklub All Boys og Boca Juniors. 

## Klubkarriere

### Boca Juniors
Tévez tilsluttede sig Primera División de Argentina-klubben Boca Juniors i en alder af 16 år, og han spillede sin første professionelle kamp den 21. oktober 2001 mod Talleres de Córdoba. I 2002-03-sæsonen blev han kåret som Årets Spiller i Sydamerika. Han vandt med hele 73 point, og andenpladsen gik til Club Deportivo Toluca-spilleren José Saturnino Cardozo med 39 point. Han valgte ikke at deltage i FIFA World Youth Championship 2003 med Argentina, og han forpligtedes derfor til at spille i Intercontinental Cup 2003 i stedet. I 2004 vandt han Årets Fodboldspiller i Sydamerika-prisen igen. Denne gang var det med en kneben sejr over landsmanden Javier Mascherano, da de kun havde 20 points forskel. Efter at have vundet Copa Sudamericana, Copa Libertadores og Intercontinental Cup i 2003, forlod han klubben efter 2004-sæsonen.

### Corinthians
I december 2004 skiftede Tévez til Corinthians for 13,7 millioner pund, og han skrev efterfølgende en femårig kontrakt på 6,85 millioner pund med Media Sports Investments. Aftalen var den største handle nogensinde i sydamerikansk fodbold. I 2005 vandt han endnu engang prisen som Årets Fodboldspiller i Sydamerika, da han vandt med 73 point over den uruguayanske Diego Luganos 54 point. Tévez blev også anfører for truppen i Campeonato Brasileiro 2005. Han blev også kåret som ligaens bedste spiller af Brazilian Football Confederation, og han var derfor den første ikke-brasilianske spiller til at vinde den pris siden 1976.

### West Ham United
Den 23. august 2006 oplyste Sky Sports, at Tévez ikke ville spille mere for Corinthians. Tévez bekræftede på sin hjemmeside den 31. august, at både ham og Javier Mascherano skrev under med West Ham United på faste aftaler for 12 millioner pund hver. Medierne meddelte, at adskillige andre Premier League-klubber derefter skruede ned for tanken om at skrive under med Tévez og Mascherano, på grund af betingelserne der var blevet lavet af Media Sports Investments, som ejede begge spillernes kontrakter.
West Ham kom til at spille ni kampe i træk uden at vinde (en uafgjort og otte nederlag), efter at Tévez og Mascherano var ankommet til klubben, som også inkluderede syv kampe i træk uden en scoring. Han forlod også banen tidligt, efter at han var blevet skiftet ind og havde fået et minianfald af raseri under en ligakamp mod Sheffield United i november, og som en straf havde hans holdkammerater besluttet, at Tévez skulle donere halvdelen af hans ugeløn til velgørenhed, og til træning skulle han træne i en Brasilien-trøje. Tévez afslog at iføre sig trøjen, da han sagde: "Jeg spillede i Brasilien, og jeg har stor respekt for Brasilien og brasilianere, men jeg er argentiner og vil ikke havde den trøje på."
Den 6. januar 2007 var Tévez første gang med i startopstillingen for West Ham United under den nye ledelse af Alan Curbishley i en 3–0-sejr i tredje runde i FA Cup mod Brighton & Hove Albion. Han scorede sit første West Ham-mål og lagde op til to andre den 4. marts 2007 i et 4-3-nederlag hjemme mod Tottenham. I april efter at West Ham havde fået tildelt en bode på 5,5 millioner pund for at havde overskredet Premier League-reglerne omkring kontrakterne med Tévez og Mascherano, fik Tévez lov til at spille for West Ham af Premier League, efter at der var blevet foretaget ændringer i forhold til en tredjepartsaftale i forbindelse med ham. Den samme måned blev Tévez kåret som klubbens Hammer of the Year.
I de nedrykningstruede West Hams sidste sæsonkamp mod Manchester United den 13. maj, scorede Tévez det eneste mål i deres 1–0-sejr der sikrede the Hammers' overlevelse i den øverste liga i mindst et år mere.

### Transfersagaen 2007
I slutningen af juni 2007, afviste Tévez et skift til Internazionale, og hans agent Kia Joorabchian meddelte, at han var i diskussioner med West Ham om at blive der, da han Tévez havde ønsket at forblive i England. Tévez udtalte senere, at han ikke ville komme med en endelig beslutning inden Copa América sluttede i juli.
Den 5. juli rapporterede the Daily Mail, at Tévez havde accepteret en aftale for 20 millioner pund til Manchester United, men at det var et emne, som West Ham ville appellere; West Ham sagde nemlig, at de ville blokere enhver handle, medmindre de fik størstedelen af beløbet. Den næste dag udgav West Ham en erklæring om, at Tévez ville være på kontrakt i klubben indtil juni 2010, samtidig med at de nægtede at have ført forhandlinger med en anden klub. Joorabchian modsagde udtalelserne med at sige, at West Ham havde fået til tilladelse til at få United til at deltage i forhandlingerne.
Manchester United og West Ham søgte FIFA's assistance til at hjælpe med reglerne om Tévez' ejerskab, men den 24. juli, foreslog FIFA i stedet at henvise sagde til the Court of Arbitration for Sport. Joorabchian blandede sig senere ved at udstede en højesteretsstævning til West Ham "...West Ham skal tvinges til at frigive registreringen af Carlos Tévez, da der er indgået aftaler mellem begge parter." Alligevel kom sagen aldrig i retter, da Premier League godkendte en aftale mellem West Ham og MSI, en aftale der lød på at MSI ville betale 2 millioner pund til West Ham, som derefter ville frigive Tévez fra sin kontrakt.

### Sheffield United-kontroverset
Sheffield United var rykket ned efter deres nederlag til Wigan den sidste dag i 2006-07-sæsonen. Premier League udstedte en bøde til the Hammers på et rekordbeløb på 5.5 millioner pund (59 millioner kr.) på grund af kontrakterne med Tévez og hans landsmand Javier Mascherano. West Ham brød ikke reglerne omkring kontrakterne, men i forhold til tredjeparten og fuld offentliggørelse. Ingen klub er nogensinde fundet skyldig I at bryde tredjepartsreglen før, og dermed var der ingen fortilfælde, hvor en klub blev fratrukket point, som West Ham også blev idømt i bøde. De blev også anset for at være delvist ejet af forretningsmanden Kia Joorabchians firma Media Sports Investment (MSI). De blev derfor ikke fratrukket i point, og derfter Sheffield United kom ind i billedet.
Sheffield United appellerede først til ligaen om at blev oprykket til Premier League igen, men det mislykkedes, så de gik derfor over til en finasiel løsning. Medier rapporterede, at Sheffield United ville have 30 millioner pund (322 millioner kr.), som de mente var de sande omkostninger for nedrykning. Striden fortsatte i næsten to år afbruft af forskellige medier og spekulationer, hvorefter begge klubber til sidst i marts 2009 blev enige om at afslutte deres konflikt efter den lange saga. West Ham skal nu betale 20 millioner pund (4 millioner pund om året over de næste fem sæsoner) som kompensation til Sheffield United.

### Manchester United
Manchester United fremsatte et forslag på en toårig låneaftale for Tévez, som blev godkendt den 10. august. Han fik sin debut den 15. august, da han kom ind i stedet for den skadede Wayne Rooney i et 1–1-opgør mod Portsmouth. Den 23. september scorede han sit første mål i 2–0-hjemmesejr mod Chelsea. I november bekræftede United-manageren Alex Ferguson, at klubben ville skrive under permanent med Tévez. "Han vil give mig 15 mål i denne sæson, og hvad mere? Det vil være vigtige mål." Tévez blev hilst med bifald og sangen "Der Er Kun En Carlos Tévez" af West Hams tilhængere, da han sammen med United vendte tilbage til Upton Park til en udekamp (tabt af United) den 29. december. Under hans korte visit hos West Ham, krydsede han gentagne gange sine arme foran brystet, som henviste til den hammer der er på West Hams logo.
Tévez scorede i alt fem mål i Manchester United's succesfulde Champions League 2007–08-periode. Han scorede også det første straffespark i straffesparkkonkurrencen mod Chelsea i finalen, som Manchester United vandt 6–5, efter at den ordinære kamp var endt 1–1 efter ekstra spilletid.
Han scorede sit første ligamål i 2008–09-sæsonen den 13. september 2008 i et 2–1-nederlag ude mod Liverpool, og hans første hat-trick kom den 3. december 2008, da han scorede fire mål i Uniteds 5–3-sejr over Blackburn Rovers i fjerde runde i League Cup. Hans første Champions League-mål i sæsonen var mod AaB den 10. december, som står til at være det hurtigst scoret mål turneringen i 2008–09 på to minutter og 41 sekunder.
Den 21. December startede Tévez inde i Uniteds FIFA Club World Cup 2008 finale, som United vandt 1–0 over den ecuadorianske klub LDU Quito, men han blev skiftet ud i det 51. minut i stedet for Jonny Evans efter at Nemanja Vidić var blevet sendt ud.
Den 10. maj 2009 blev det rapporteret at Tévez havde sagt, at han troede, at hans tid i Manchester Unite ville være slut den sommer, og han gav udtryk for sin utilfredshed med ikke at have fået tilbudt en permanent kontrakt med klubben, og at han ikke har fået så meget spilletid på førsteholdet, da han efter hans mening ikke har spillet dårligt. På trods af dette udbrud blev Tévez udtaget til Manchester Uniteds Startende XI til derby-kampen mod Manchester City senere den dag, før han scorede det andet af Uniteds to mål lige efter anden halvleg var begyndt, der fik Uniteds tilhængere til at synge: "Fergie, sign him up". Efter kampen nægtede manageren Alex Ferguson, at kommentere på emnet Tévez' fremtid I klubben og sagde: "Jeg har ikke læst nogle af papirerne. Han er Manchester United-spiller."
Den efterfølgende kamp for Manchester United var ude mod Wigan. Tévez startede ikke inde I kampe, men han kom på banen efter 58. minutter og scorede i det 61. minut med en pæn hælafslutning. Efter hans indledning forbedrede United sit spil og i det 86. minut scorede Michael Carrick vindermålet. Efter kampen meddelte Sir Alex Ferguson, til de fleste United-tilhængeres glæde, at klubben ville påbegynde forhandlinger til at skrive under med Tévez på en permanent aftale. Den samme dag kom The Sun med rygter om, at United-advokaterne ville prøve at finde en mulighed til at få Tévez til klubben gratis.
Selv om mange mente, at Sir Alex's meddelelse ville sikre Tévez blev en permanent Red Devil, var Kia Joorabchian hurtg til at besvare udtalelsen ved at sige, at ingen personlige betingelser var blevet lovet til Tévez.

### Manchester City
Den 13. juli 2009 offentliggjorde Manchester City at de havde skrevet kontrakt med spilleren.

## Landsholdskarriere
Tévez kom først i forbindelse med det Argentinas landshold, da han spillede for det på U-17-niveau under FIFA U-17 World Championship. Under Sommer-OL 2004 vandt han guld og scorede otte mål (som også inkluderede vindermålet i finalen) i seks kampe, og han blev derfor topscorer i turneringen. Han var verdens anden mest scorende spiller i 2004 i alle turneringer med 16 mål, som var ét mål mindre end Irans angriber Ali Daei.
Efter den gode indsats under OL, blev Tévez udtaget til kvalifikationen til VM i 2006, hvor hans debuterede på landsholdet i en kamp mod Ecuador, hvor han blev skiftet ind i det 45. minut i stedet for Mariano Gonzalez. Tévez blev også udtaget til VM i fodbold 2006-slutrunden, og han scorede sit eneste mål i turneringen i det 84. minut i Argentinas 6–0-gruppekamp mod Serbien og Montenegro den 16. juni, hvilket også var hans første mål for Argentina på senior-niveau. Senere blev han uheldigvis sendt ud to gange i tre kampe under VM-kvalifikationen 2010 en gang mod Colombia den 21. november 2007, efter at han havde sparket backen Rubén Darío Bustos i det 24. minut, og anden gang den 9. september 2008 efter sen tackling på forsvarsspilleren Darío Verón, som gjorde at han fik et rødt kort i det 31. minut i 1–1-opgøret mod Paraguay, efter at han havde fået en advarsel tidligere. Tévez undskyldte senere for uheldet.

## Personligt liv
Tévez og hans kone Vanesa har en datter ved navn Florencia. Han optræder som en frontfigur for hans cumbia villera musikgruppe Piola Vago sammen med hans bror Diego. Gruppens mest succesfulde hit "Lose Your Control" var populært i Argentina.
Den 6. februar 2009 blev Tévez stoppet af Greater Manchester Police tæt på vejkryds 7 til M60 motorway, af mistanke om at hans tuning af sin bils vinduer var for mørk. Ved at blive bedt om at fremlægge sin documentation, blev det konstateret, at Tévez kørte uden et fuldstændigt britisk kørekort. Hans bil blev beslagslagt af politiet, da han ikke kunne sørge for, at den blev fjernet.

## Karierrestatistikker
| Klub              | Sæson   | Liga | Liga | Cup | Cup | Liga Cup | Liga Cup | Europa | Europa | Andre | Andre | I alt | I alt |
| Klub              | Sæson   | Kmp  | Mål  | Kmp | Mål | Kmp      | Mål      | Kmp    | Mål    | Kmp   | Mål   | Kmp   | Mål   |
| ----------------- | ------- | ---- | ---- | --- | --- | -------- | -------- | ------ | ------ | ----- | ----- | ----- | ----- |
| Boca Juniors      | 2001–02 | 11   | 1    | –   | –   | –        | –        | –      | –      | –     | –     | 11    | 1     |
| Boca Juniors      | 2002–03 | 32   | 11   | –   | –   | –        | –        | –      | –      | –     | –     | 32    | 11    |
| Boca Juniors      | 2003–04 | 23   | 12   | –   | –   | –        | –        | –      | –      | –     | –     | 23    | 12    |
| Boca Juniors      | 2004–05 | 9    | 2    | –   | –   | –        | –        | –      | –      | –     | –     | 9     | 2     |
| Boca Juniors      | Total   | 75   | 26   | –   | –   | –        | –        | –      | –      | –     | –     | 75    | 26    |
| Corinthians       | 2005    | 23   | 10   | –   | –   | –        | –        | –      | –      | –     | –     | 24    | 10    |
| Corinthians       | 2006    | 29   | 21   | –   | –   | –        | –        | –      | –      | –     | –     | 29    | 21    |
| Corinthians       | Total   | 52   | 31   | –   | –   | –        | –        | –      | –      | –     | –     | 53    | 31    |
| West Ham United   | 2006–07 | 26   | 7    | 1   | 0   | 0        | 0        | 2      | 0      | 0     | 0     | 29    | 7     |
| West Ham United   | I alt   | 26   | 7    | 1   | 0   | 0        | 0        | 2      | 0      | 0     | 0     | 29    | 7     |
| Manchester United | 2007–08 | 34   | 14   | 2   | 1   | 0        | 0        | 12     | 4      | 0     | 0     | 48    | 19    |
| Manchester United | 2008–09 | 28   | 5    | 3   | 2   | 6        | 6        | 8      | 2      | 4     | 0     | 50    | 15    |
| Manchester United | I alt   | 62   | 19   | 5   | 3   | 6        | 6        | 20     | 6      | 4     | 0     | 97    | 34    |
| I alt             | I alt   | 216  | 83   | 6   | 3   | 6        | 6        | 22     | 6      | 4     | 0     | 254   | 98    |

Statistikkerne er sidst opdateret 13. maj 2009

## Hæder

### Klub

#### Boca Juniors
- Copa Sudamericana: 2004
- Intercontinental Cup: 2003
- Primera División 2003–04, 2015, 2017, 2018, 2020
- Copa Libertadores: 2003
- Supercopa Argentinaː 2018
- Copa de la Liga Profesionalː 2020

#### Corinthians
- Campeonato Brasileiro Série A: 2005

#### Manchester United
- Premier League: 2007–08
- FA Community Shield: 2008
- UEFA Champions League: 2007–08
- FIFA Club World Cup: 2008
- Football League Cup: 2008–09

### Landshold
- OL 2004: Guldmedalje
- South American U-20 Championship: 2003

### Individual
- Copa Libertadores Mest Værdifulde Spiller: 2003
- Silver Olimpia (Årets Fodboldspiller i Argentina): 2003, 2004
- Golden Olimpia (Årets Sportsperson i Argentina): 2004
- Olympic Golden Boot: 2004
- CBF Campeonato Brasileiro Bedste Spiller: 2005
- Placar Bola de Ouro: 2005
- Årets Fodboldspiller i Sydamerika: 2003, 2004, 2005
- Hammer of the Year: 2007